# (31856) 2000 EP54
2000 EP54 (asteroide 31856) é um asteroide da cintura principal. Possui uma excentricidade de 0.28704480 e uma inclinação de 6.15207º.
Este asteroide foi descoberto no dia 10 de março de 2000 por Spacewatch em Kitt Peak.